# Круе
Круе (фр. Crouay) насеље је и општина у северној Француској у региону Доња Нормандија, у департману Калвадос која припада префектури Баје.
По подацима из 2011. године у општини је живело 558 становника, а густина насељености је износила 72,19 становника/km². Општина се простире на површини од 7,73 km². Налази се на средњој надморској висини од 44 метара (максималној 81 m, а минималној 24 m).

## Демографија
| 1962. | 1968. | 1975. | 1982. | 1990. | 1999. | 2011. |
| ----- | ----- | ----- | ----- | ----- | ----- | ----- |
| 279   | 331   | 352   | 397   | 444   | 417   | 558   |

График промене броја становника у току последњих година